# 1968년 하계 패럴림픽
1968년 하계 패럴림픽(영어: 1968 Summer Paralympics, III Paralympic Games, 히브리어: (1968) אולימפיאדת הנכים תל אביב)은 1968년 11월 4일부터 11월 13일까지 이스라엘 텔아비브에서 개최된 하계 패럴림픽이다. 애초 1968년 하계 올림픽 개최지인 멕시코의 멕시코시티에서 열릴 예정이었으나 멕시코가 재정상 어려움을 이유로 개최를 포기했고 이스라엘이 독립 20주년을 기념하기 위한 차원에서 대회 유치를 희망함에 따라 텔아비브에서 열리게 되었다.

## 참가국
1968년 하계 패럴림픽에 참가한 국가는 총 28개국이다. 캐나다, 덴마크, 에티오피아, 인도, 자메이카, 대한민국, 뉴질랜드, 스페인 8개국이 처음으로 하계 패럴림픽에 참가하였다.
| - 아르헨티나 - 오스트레일리아 - 오스트리아 - 벨기에 - 캐나다 - 덴마크 - 에티오피아 - 핀란드 - 프랑스 - 영국 | - 인도 - 아일랜드 - 이스라엘 (개최국) - 이탈리아 - 자메이카 - 일본 - 몰타 - 네덜란드 - 뉴질랜드 - 노르웨이 | - 로디지아 - 남아프리카 공화국 - 대한민국 - 스페인 - 스웨덴 - 스위스 - 미국 - 서독 |

## 종목
- 농구
- 다트체리
- 론볼
- 수영
- 스누커
- 양궁
- 역도
- 육상
- 탁구
- 펜싱

## 메달 집계
| 순위 | 국가              | 금메달 | 은메달 | 동메달 | 합계 |
| ---- | ----------------- | ------ | ------ | ------ | ---- |
| 1    | 미국              | 33     | 27     | 39     | 99   |
| 2    | 영국              | 29     | 20     | 20     | 69   |
| 3    | 이스라엘          | 18     | 21     | 23     | 62   |
| 4    | 오스트레일리아    | 15     | 16     | 7      | 38   |
| 5    | 프랑스            | 13     | 10     | 9      | 32   |
| 6    | 서독              | 12     | 11     | 11     | 35   |
| 7    | 이탈리아          | 12     | 10     | 17     | 39   |
| 8    | 네덜란드          | 12     | 4      | 4      | 20   |
| 9    | 아르헨티나        | 10     | 10     | 10     | 30   |
| 10   | 남아프리카 공화국 | 9      | 10     | 7      | 26   |
| 11   | 로디지아          | 6      | 7      | 7      | 20   |
| 12   | 캐나다            | 6      | 6      | 7      | 19   |
| 13   | 노르웨이          | 5      | 3      | 1      | 9    |
| 14   | 자메이카          | 3      | 1      | 1      | 5    |
| 15   | 오스트리아        | 2      | 7      | 11     | 19   |
| 16   | 일본              | 2      | 2      | 8      | 12   |
| 17   | 스웨덴            | 1      | 6      | 4      | 11   |
| 18   | 뉴질랜드          | 1      | 2      | 1      | 4    |
| 19   | 아일랜드          | 0      | 4      | 5      | 9    |
| 20   | 벨기에            | 0      | 3      | 3      | 6    |
| 21   | 스페인            | 0      | 3      | 1      | 4    |
| 22   | 스위스            | 0      | 2      | 6      | 8    |
| 합계 | 합계              | 189    | 185    | 202    | 576  |

| 하계 패럴림픽 |                                    |                   |
| 이전 대회     | 1968년 하계 패럴림픽 텔아비브 1968 | 다음 대회         |
| 도쿄 1964     | 1968년 하계 패럴림픽 텔아비브 1968 | 하이델베르크 1972 |